# Aero Spacelines Pregnant Guppy
Dimensions
L'Aero Spacelines B-377PG Pregnant Guppy est un avion cargo dérivé du B-377 Stratocruiser, spécialement conçu pour transporter les éléments de fusées nécessaires à la réalisation du programme spatial Apollo.

## L'idée
Les étages de la fusée Saturn V, vecteur indispensable à la conquête de la Lune dans laquelle s’était engagé la NASA, étaient des cylindres de 12 m de long et 5,5 m de diamètre. Construits chez Douglas Aircraft à Sacramento, Californie, ils devaient être acheminés à Cape Canaveral, Floride, lieu des lancements. Le transport routier ou ferroviaire était exclu et le plus gros avion cargo disponible était loin de disposer du volume nécessaire. Conçus pour être verticaux et pleins de carburant, ils devaient donc être chargés vides sur une barge et acheminés par voie maritime via Panama et son canal. Un trajet de 15 jours, sous la surveillance constante de 5 ingénieurs qui avaient bien du mal à empêcher que certaines pièces arrivent déformées ou corrodées.
Il semble que ce soit au cours d’un dîner entre amis que Jack Conroy (en) et Lee Mansdorf échafaudèrent le projet de réaliser un avion capable de répondre au besoin évident de la NASA : un avion cargo assez gros pour pouvoir acheminer en 24 heures et avec un minimum de risques les boosters de Saturn V de Californie en Floride. Conroy (en) n’était pas un technicien mais un pilote intuitif et un visionnaire. Pilote de l’Air Force, il avait battu un record de vitesse transcontinentale sur F-86 en 1955 (Operation Boomerang). Il ambitionnait de faire progresser le monde de l’aviation. Mansdorf était un courtier, achetant et revendant des avions dont les Majors n’avaient plus l’utilité. Or à l’époque il disposait d’un nombre croissant de Boeing 377 et KC-97 Stratofreighter qui semblaient pouvoir servir de base au futur cargo.
L'avion servira également pour le transport des étages de fusées S-IV et S-IVB.

## Le développement
Lee Mansdorf fit appel à Abe Kaplan, ingénieur travaillant chez Strato Engineering, un bureau d’études indépendant, pour établir un avant-projet et rendez-vous fut pris avec Wernher von Braun...trois jours plus tard ! C’est dire l’urgence pour la NASA.
Von Braun ayant exprimé son intérêt (sans engagement formel), Mansdorf constitua à Van Nuys Aero Spacelines, Inc. Jack Conroy en était le directeur exécutif et Mansorf vice-président, la présidence revenant à Lloyd Dorsett, industriel de Norman, Oklahoma, qui finançait l’entreprise. Strato Engineering fournissait les études et On Mark Engineering (en) devait assurer la construction de l’appareil. Sans aucun soutien officiel, le financement du projet eut rapidement raison des capacités de Lloyd Dorsett et il fallut toute l’énergie de Jack Conroy, qui dut mettre en gage sa maison et vendre ses voitures, pour que le projet aboutisse.
Deux Stratocruisers furent sélectionnés pour la conversion, un ancien Clipper de la Pan Am servant de cellule de base [c/n 15923, N1024V] et l’autre [c/n 15976, ex BOAC/Transocean] fournissant des pièces, en particulier une section supplémentaire de fuselage. Le fuselage fut en effet dans un premier temps allongé de 5,08 m en arrière de la voilure. Deux essais en vol seulement furent effectués, puis un nouveau fuselage de 9,54 m de diamètre fut rapporté sur l’ancien. Les spéculations allaient bon train sur la capacité de l’appareil à voler, d’autant que les essais de soufflerie avaient été limités au maximum. Piloté par Jack Conroy, assisté de Clay Lacy (copilote), Bob D’Agostini (ingénieur navigant) et Bill Cuff (mécanicien), le B-377PG [N1024V] décolla sans problèmes de Van Nuys le 19 septembre 1962. Mais la police avait fermé les rues au sud de la piste 16, où pompiers et ambulances étaient en alerte !
Dès le lendemain Jack Conroy réclama l’autorisation à la FAA de présenter le prototype à la NASA car les finances d’Aero Spacelines étaient au plus bas. Sous réserve de l’interdiction de survoler une école ou un hôpital, le quadrimoteur put donc quitter Van Nuys pour Las Vegas, Oklahoma City, Tulsa et Houston, siège du Centre Spatial des Vols Habités de la NASA. Le 24 septembre le quadrimoteur totalisait déjà 8 h 40 min de vol. Le 26 septembre le prototype fut présenté au Centre du programme spatial de la NASA à Huntsville, Alabama. Von Braun pilota lui-même le quadrimoteur, qui maintint sa ligne de vol avec un moteur coupé de chaque côté. Il semble que ce soit au cours de ces présentations qu’un officiel de la NASA ait déclaré que le prototype ressemblait à un « guppy gestant », (Pregnant Guppy) et que cette désignation ait été officiellement conservée.
Jack Conroy ayant obtenu une lettre d’intentions de la NASA, de quoi calmer les créanciers, il ne restait plus qu’à supprimer l’ancien fuselage pour dégager la totalité de la soute, offrant une section utile de 5,50 m de diamètre. Une arête dorsale fut ajoutée en avant de la dérive pour améliorer la stabilité de l’avion et les congés de raccordement aile-fuselage furent redessinés pour supprimer des turbulences notées au moment de la rétraction des volets. Les ingénieurs de la NASA purent ensuite commencer des essais de chargement, utilisant un troisième étage de Saturn IVB réformé.

## Un avion impressionnant

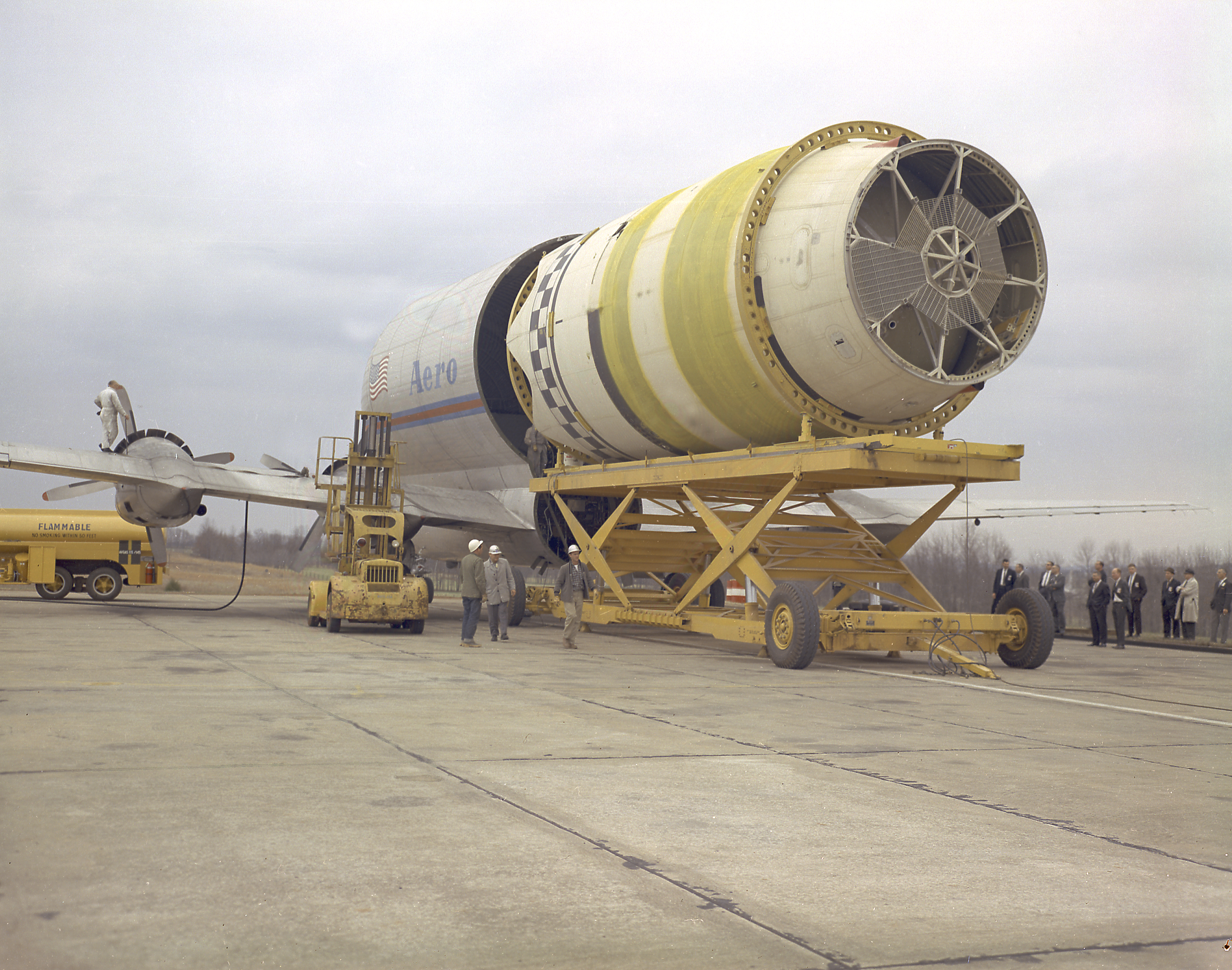
Un étage de fusée S-IV embarqué à bord du Guppy en 1965.

Le Pregnant Guppy se présentait donc comme un monoplan à aile basse cantilever à train tricycle escamotable. La voilure, le train d'atterrissage et les moteurs étaient ceux du Boeing 377 Stratocruiser, tout comme la partie inférieure du fuselage, du poste de pilotage à l'empennage. Mais le fuselage supérieur était considérablement plus volumineux, avec un maitre-couple de 6 m pour une charge utile théorique de 15 420 kg. Par raison de sécurité elle fut limitée à 13 155 kg pour les vols commerciaux. Il avait été envisagé à l'origine de réaliser un fuselage dont la partie supérieure serait articulée sur le côté, les modules spatiaux étant chargés par grutage. Cette idée fut rapidement abandonnée au profit d'une section arrière de fuselage entièrement détachable au niveau du bord de fuite. Un bâti repliable à roulettes, voyageant avec l’avion, devait donc être fixé sous le fuselage arrière, puis 32 boulons devant être desserrés pour permettre le retrait du fuselage arrière.
La principale faiblesse du Pregnant Guppy était en fait sa motorisation, les moteurs Pratt & Whitney R-4360 Wasp Major de 3500 ch étant peu fiables et impossibles à remettre en route en vol. Les nombreux essais effectués par la FAA puis la NASA montrèrent cependant que, malgré les formes rebondies du fuselage, l’appareil restait maniable en vol avec deux moteurs en panne du même côté. Mais comme un vol entre Long Beach et le Kennedy Space Flight Center fut immobilisé trois jours et demi en octobre 1963 pour cause de changement de moteur, la NASA demanda à Aero Spacelines de prépositionner un certain nombre de moteurs de rechange tout le long du parcours pour éviter de tels retards !

## Une carrière sans histoire pour une triste fin
Déclaré « Public Aircraft » le 10 juillet 1963, donc comme les avions militaires ou gouvernementaux non soumis à la réglementation de la FAA, le Pregnant Guppy effectua son premier vol commercial mi-septembre 1963. En 1966 un radar fut ajouté à la base avant du fuselage et des essais de décollage assisté au moyen de bouteilles JATO furent réalisés, mais cette solution ne fut pas employée pour les vols commerciaux.
Cet avion fut réformé en 1974, après plus de 6 000 heures de vol sans incident majeur, et acheté par Allen Paulsen, directeur d’American Jet Industries. Tractor Inc ayant besoin d'une section arrière de fuselage pour construire le dernier Super Guppy destiné à la NASA, le [N1024V] fut démonté, et les éléments non utilisés mis à la ferraille en 1979.